# Bisbat de Guarda
El bisbat de Guarda (portuguès: Diocese da Guarda); llatí: Dioecesis Aegitaniensis) és una seu de l'Església catòlica a Portugal, sufragània del Patriarcat de Lisboa.
Al 2021 comptava amb 249.250 batejats d'un total de 259.880 habitants. Actualment està regida pel bisbe Manuel da Rocha Felício.

## Territori
La diòcesi comprèn els següents municipis portuguesos:
- al districte de Castelo Branco: Belmonte, Castelo Branco (parts d'Almaceda, Louriçal do Campo, Ninho de Açor i São Vicente da Beira), Covilhã, Fundão i Penamacor
- al districte de Coimbra, la part de São Gião (a Oliveira do Hospital)
- al districte de Guarda: Almeida, Celorico da Beira, Figueira de Castelo Rodrigo, Fornos de Algodres (frazioni di Juncais, Vila Soeiro do Chão), Gouveia, Guarda, Manteigas, Pinhel, Sabugal, Seia, Trancoso i parts de Vila Nova de Foz Côa (Almendra i Castelo Melhor).

La seu episcopal és la ciutat de Guarda, on es troba la catedral de la Immaculada Concepció
El territori s'estén sobre 6.759 km² i està dividit en 361 parròquies, agrupades en 17 arxiprestat: Capelanias, Almeida, Alpedrinha, Belmonte, Celorico, Covilhã, Figueira de Castelo Rodrigo, Fundão, Gouveia, Guarda, Manteigas, Penamacor, Pinhel, Rochoso, Sabugal, Seia e Trancoso.

## Història
Egitania, corresponent al llogaret d'Idanha-a-Velha al municipi d'Idanha-a-Nova, fou la seu d'una diòcesi, erigida amb l'establiment del regne suau a la segona meitat del segle vi; el primer bisbe conegut d'aquesta diòcesi fou Adoricus, que participà en el Concili de Braga l'any 572. Va ser originàriament sufragània de l'arxidiòcesi de Braga; després del 666 passà a formar part de la província eclesiàstica de l'arxidiòcesi de Mèrida.
Es coneixen altres set bisbes aegitaniensis fins a finals del segle vii. L' any 715 la ciutat episcopal va ser destruïda pels moros en el moment de la invasió dels omeia.
Arran de la reconquesta cristiana, la diòcesi es va restablir l' any 1199 com a sufragània de l'arxidiòcesi de Santiago de Compostel·la i amb seu a Guarda, elevada al rang de ciutat pel rei Sanç I el 27 de novembre de 1199. Tanmateix, fins al segle xvi els bisbes van continuar utilitzant principalment el títol de "bisbes d'Egitania", i només més tard es va imposar el títol actual.
Desconeixent exactament els límits de l'antiga diòcesi, durant alguns anys els bisbes van entrar en conflicte amb els episcopats veïns de Coimbra i de Viseu , fins a la sentència del papa Alexandre IV que va decretar els límits de les tres diòcesis el 27 d'abril de 1256.
El 1394 va passar a formar part de la província eclesiàstica de l'arxidiòcesi de Lisboa (actual patriarcat).
El 21 d'agost de 1549 va cedir una part del seu territori en benefici de l'erecció de la diòcesi de Portalegre. Arran d'aquest trasllat, el territori diocesà estava format per 260 parròquies dividides en els districtes eclesiàstics de Celorico, Castelo Branco, Monsanto, Covilhã i Penamacor i Abrantes.
El 12 de maig de 1500 es va celebrar el primer sínode diocesà, convocat pel bisbe Pedro Vaz Gavião. El segon sínode es va celebrar l' any 1614 per a l'aplicació dels decrets del Concili de Trento.
El seminari episcopal sempre va tenir una vida molt precària i no sempre va ser actiu; el bisbe Nuno de Noronha va construir el primer seminari i un nou palau episcopal; el seminari va ser reorganitzat l'any 1763 i va funcionar a l'antic emplaçament fins al 1911 , any en què l'edifici va ser confiscat per l'Estat i avui es un museu.
El 7 de juny de 1771 va cedir els districtes de Castelo Branco, Monsanto i Abrantes en benefici de l'erecció de la diòcesi de Castelo Branco.
Arran de la reorganització territorial prevista per la butlla Gravissimum Christi del papa Lleó XIII del 30 de setembre de 1881, Guarda va incorporar el territori de la diòcesi suprimida de Pinhel i parts de les diòcesis de Coïmbra i Castelo Branco. La diòcesi tenia llavors 352 parròquies amb 287.751 fidels.

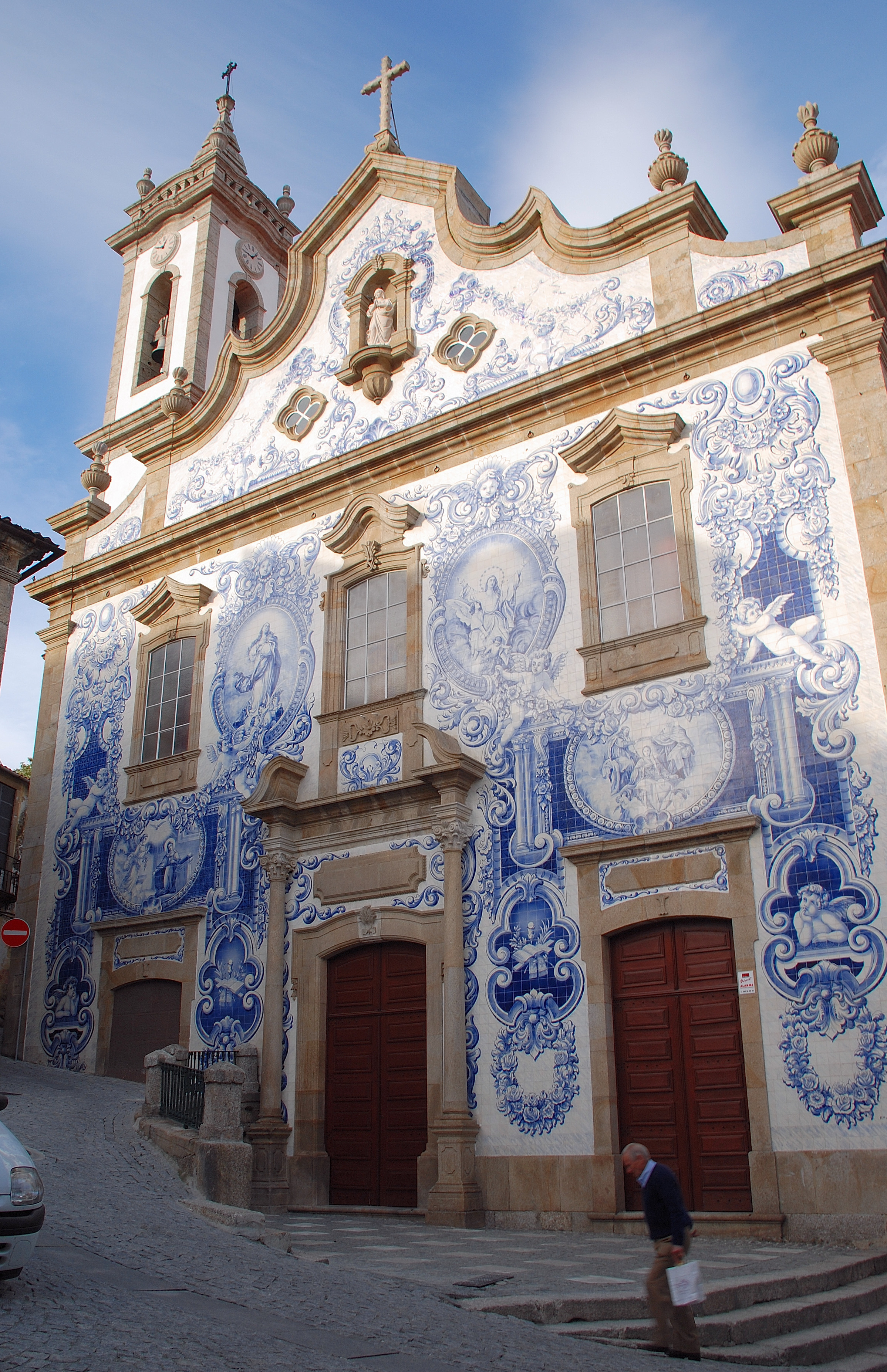
Una església de Covilhã.
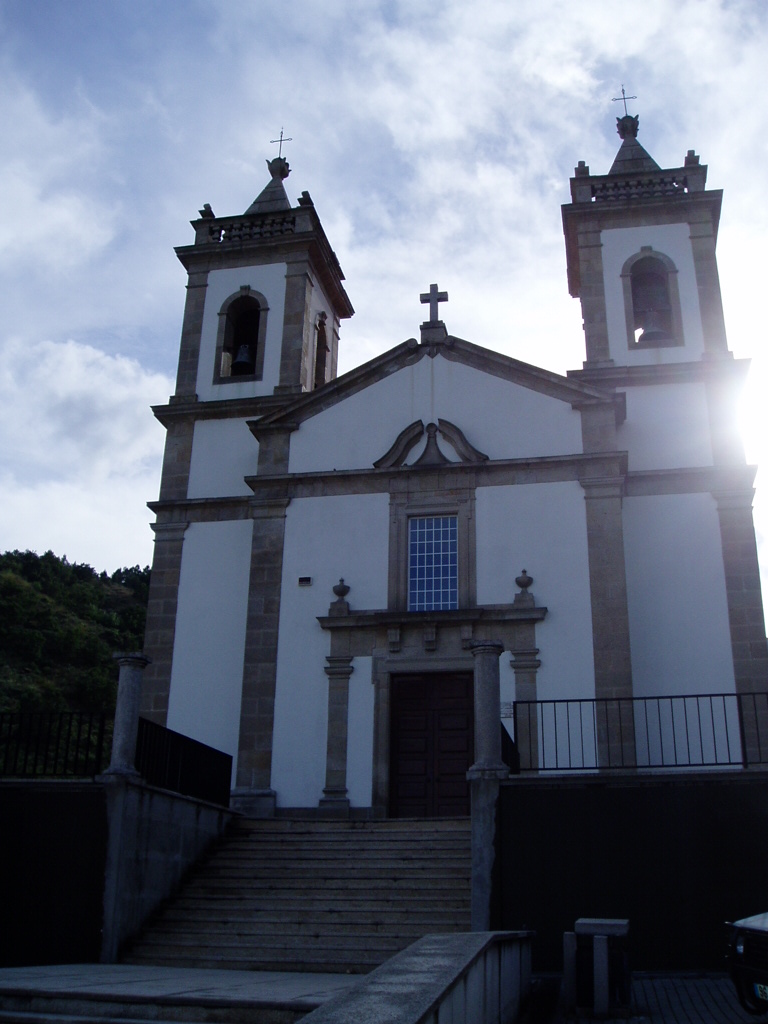
Església de Nostra Senyora de Fàtima
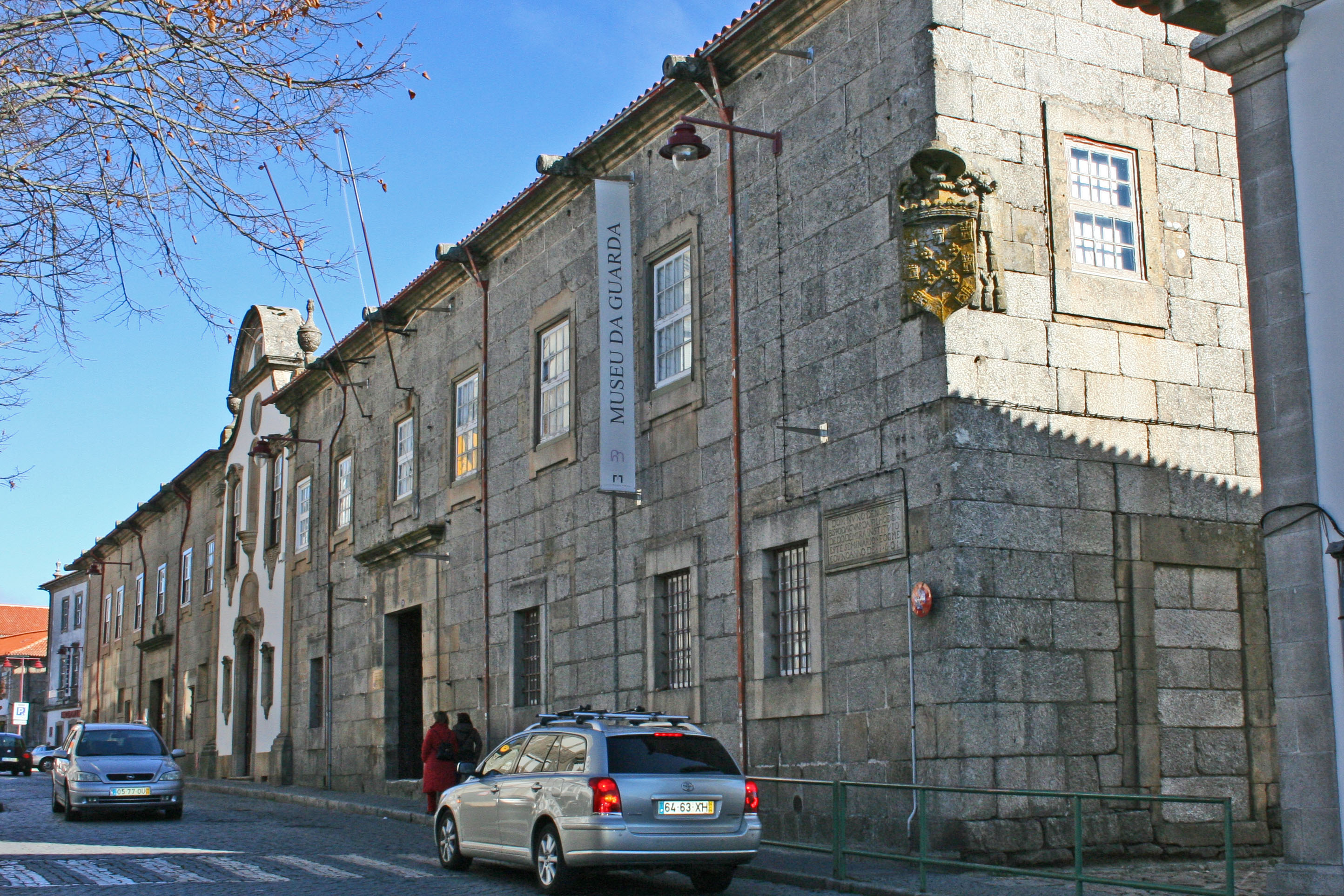
L'antic palau episcopal i seminari de Guarda, avui seu del museu cívic
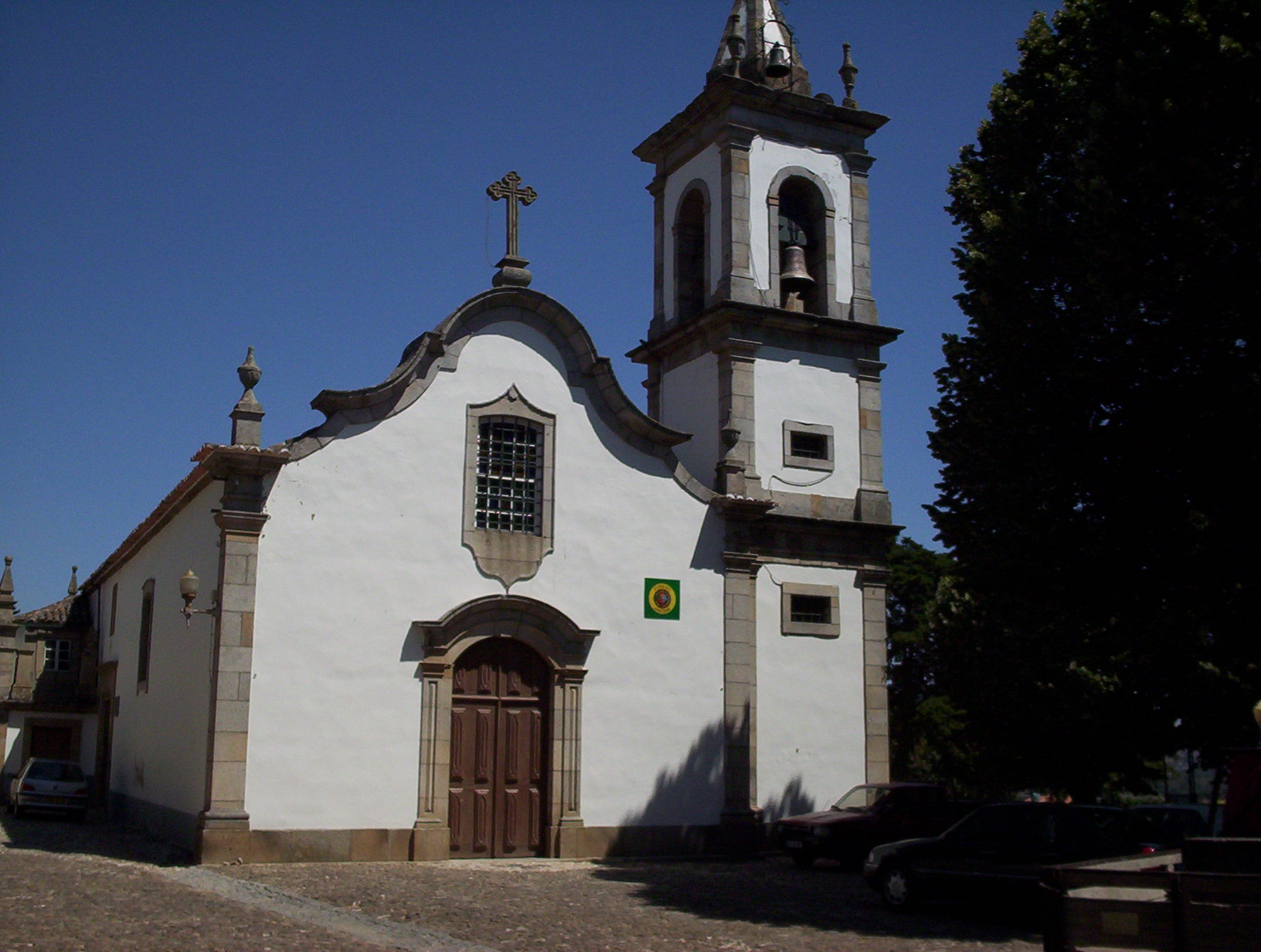
L'església de Sant Lluís de Pinhel, antiga catedral de la diòcesi de Pinhel

## Cronologia episcopal

### Bisbes d'Egitania
- Adorico † (citat el 572)
- Comundo † (citat el 589)
- Licério † (abans del 597 - després del 610)
- Montésio o Mentésio † (abans del 633 - després del 638)
- Arménio † (citat el 646)
- Siclua o Selua † (abans del 653 - després del 666)
- Monefonso † (abans del 681 - després del 688)
- Argesindo † (citat el 693)
  - Seu suprimida

### Bisbes de Guarda
- Rodrigo † (1199)
- Martinho Pais † (vers 1200 - 12 de novembre de 1228 mort)
- Vicente Hispano † (abans de maig de 1229 - 21 de setembre de 1248 mort)
- Rodrigo Fernandes † (febrer de 1249 - 6 de setembre de 1267 mort)
- Vasco, O.F.M. † (17 de setembre de 1267 - de novembre de 1278 mort)
- João Martins, O.F.M. † (24 de desembre de 1278 - després del 14 de març de 1301 mort)
- Vasco Martins de Alvelos † (14 de febrer de 1302 - 23 d'octubre de 1311 mort)
- Rodrigo (II) † (1313)
- Estêvão † (abans del 4 d'octubre de 1314 - 1316 ? mort)
- Martinho † (7 de juliol de 1319 - 1322 mort)
- Guterres † (1 d'octubre de 1322 - 11 d'abril de 1326 nomenat bisbe de Còrdova)
- Bartolomeu † (11 d'abril de 1326 - 1345 mort)
- Afonso Dinis † (9 de gener de 1346 - 15 d'octubre de 1347 nomenat bisbe d'Évora)
- Lourenço Rodriguez † (15 d'octubre de 1347 - 23 de maig de 1356 nomenat bisbe de Coïmbra)
- Estêvão Tristão † (23 de maig de 1356 - ? mort)
- Gil Cabral de Viana † (10 de desembre de 1358 - ? mort)
- Vasco de Menezes † (26 de maig de 1363 - 23 de juliol de 1364 nomenat bisbe de Coïmbra)
- Gonçalo Martins ? †
- Afonso Correia † (7 d'octubre de 1364 - 1384 deposat)
- Vasco de Lamego, O.Cist. † (1384 - vers 1394 mort)
- Afonso Ferraz (vers 1394 - 1396 ?)
- Gil † (?)
- Gonçalo Vasques da Cunha † (29 de maig de 1395 - 14 d'agost de 1426 mort)
- Luís da Guerra † (12 de febrer de 1427 - 1458 mort)
- João Manuel de Portugal e Vilhena, O.Carm. † (9 de juliol de 1459 - desembre de 1476 mort)
- João Afonso Ferraz † (17 de març de 1477 - 1478 mort)
- Álvaro de Chaves † (31 d'agost de 1478 - 1481 renuncià)
  - Garcia de Menezes † (5 de setembre de 1481 - 1484 renuncià) (administrador apostòlic)
- Álvaro de Chaves † (17 de desembre de 1484 - 1496 mort) (per segon cop)
- Pedro Vaz Gavião † (22 de juny de 1496 - 13 d'agost de 1516 mort)
- Alfonso del Portogallo † (9 de setembre de 1516 - 23 de febrer de 1519 renuncià)
- Jorge de Melo, O.Cist. † (23 de febrer de 1519 - 5 d'agost de 1548 mort)
- Cristóvão de Castro † (5 de març de 1550 - 1552 mort)
  - Sede vacante (1552-1556)
- João de Portugal † (23 de març de 1556 - 1585 mort)
- Manuel de Quadros † (11 de desembre de 1585 - 1593 mort)
- Nuno de Noronha † (22 d'agost de 1594 - 12 d'octubre de o 27 de novembre de 1608 mort)
- Afonso Furtado de Mendonça † (9 de desembre de 1609 - 5 de setembre de 1616 nomenat bisbe de Coïmbra)
- Francisco de Castro † (18 de setembre de 1617 - 19 de gener de 1630 renuncià)
- Lopo de Sequeira Pereira † (7 de juny de 1632 - 4 d'agost de 1636 mort)
  - Sede vacante (1636-1639)
- Dinis de Melo e Castro † (7 de febrer de 1639 - 24 de novembre de 1639 mort)
  - Sede vacante (1639-1669)[3]
- Álvaro de São Boaventura, O.F.M.Cap. † (17 de juny de 1669 - 27 de juny de 1672 nomenat bisbe de Coimbra)
- Martim Afonso de Melo † (12 de setembre de 1672 - 1 d'agost de 1684 mort)
- Luís da Silva Teles, O.SS.T. † (9 d'abril de 1685 - 27 d'agost de 1691 nomenat arquebisbe de Évora)
- João de Mascarenhas † (24 de març de 1692 - 24 de gener de 1693 mort)
- Rodrigo de Moura Teles † (21 de juny de 1694 - 10 de març de 1704 nomenat arquebisbe de Braga)
- António de Saldanha † (22 de març de 1706 - 28 de juny de 1711 mort)
- João de Mendonça † (30 de gener de 1713 - 2 d'agost de 1736 mort)
  - Sede vacante (1736-1741)
- José Fialho, O.Cist. † (2 de gener de 1741 - 18 de març de 1741 mort)
- Bernardo António de Melo Osório † (26 de novembre de 1742 - 9 de juliol de 1771 mort)
- Jerónimo Rogado de Carvalhal e Silva † (8 de març de 1773 - 19 de febrer de 1797 mort)
- José António Pinto de Mendonça Arrais † (18 de desembre de 1797 - 19 d'abril de 1822 mort)
- Carlos de São José de Azevedo e Sousa, O.F.M. † (24 de novembre de 1823 - 1828 mort)
  - Sede vacante (1828-1832)
- Joaquim José Pacheco Sousa † (2 de juliol de 1832 - 23 de novembre de 1857 mort)
- Manuel Martins Manso † (18 de març de 1858 - 1 de desembre de 1878 mort)
  - Sede vacante (1878-1883)
- Tomás Gomes de Almeida † (9 d'agost de 1883 - 3 de gener de 1903 mort)
- Manuel Vieira de Matos † (2 d'abril de 1903 - 1 d'octubre de 1914 nomenat arquebisbe de Braga)
- José Alves Matoso † (3 d'octubre de 1914 - 1 de febrer de 1952 mort)
- Domingos da Silva Gonçalves † (1 de febrer de 1952 - 4 de juny de 1960 mort)
- Policarpo da Costa Vaz † (9 de juliol de 1960 - 17 de novembre de 1979 renuncià)
- António dos Santos † (17 de novembre de 1979 - 1 de desembre de 2005 renuncià)
- Manuel da Rocha Felício, des de l'1 de desembre de 2005

## Estadístiques
A finals del 2021, la diòcesi comptava amb 249.250 batejats sobre una població de 259.880 persones, equivalent al 95,9% del total.
| any  | població | població | població | sacerdots | sacerdots       | sacerdots       | sacerdots             | diàques | religiosos | religiosos | parroquies |
| ---- | -------- | -------- | -------- | --------- | --------------- | --------------- | --------------------- | ------- | ---------- | ---------- | ---------- |
| any  | batejats | total    | %        | total     | clergat secular | clergat regular | batejats por sacerdot | diàques | homes      | dones      |            |
| 1949 | 424.000  | 424.512  | 99,9     | 318       | 312             | 6               | 1.333                 |         | 10         | 170        | 356        |
| 1970 | 374.946  | 375.254  | 99,9     | 318       | 302             | 16              | 1.179                 |         | 21         | 285        | 358        |
| 1980 | 327.000  | 328.000  | 99,7     | 254       | 235             | 19              | 1.287                 |         | 24         | 190        | 360        |
| 1990 | 290.000  | 295.000  | 98,3     | 217       | 197             | 20              | 1.336                 |         | 29         | 119        | 362        |
| 1999 | 250.000  | 265.000  | 94,3     | 189       | 173             | 16              | 1.322                 |         | 19         | 142        | 361        |
| 2000 | 250.000  | 265.000  | 94,3     | 183       | 168             | 15              | 1.366                 |         | 17         | 137        | 361        |
| 2001 | 250.000  | 265.000  | 94,3     | 184       | 169             | 15              | 1.358                 |         | 17         | 150        | 361        |
| 2002 | 250.000  | 265.000  | 94,3     | 188       | 171             | 17              | 1.329                 |         | 20         | 136        | 361        |
| 2003 | 250.000  | 265.000  | 94,3     | 186       | 169             | 17              | 1.344                 |         | 35         | 130        | 361        |
| 2004 | 250.000  | 260.000  | 96,2     | 177       | 160             | 17              | 1.412                 |         | 29         | 121        | 361        |
| 2006 | 250.700  | 260.700  | 96,2     | 164       | 150             | 14              | 1.528                 |         | 16         | 127        | 361        |
| 2013 | 254.300  | 265.000  | 96,0     | 142       | 127             | 15              | 1.790                 | 18      | 26         | 104        | 361        |
| 2016 | 251.100  | 261.700  | 95,9     | 130       | 114             | 16              | 1.931                 | 17      | 27         | 100        | 361        |
| 2019 | 249.000  | 259.570  | 95,9     | 115       | 102             | 13              | 2.165                 | 17      | 13         | 107        | 367        |
| 2021 | 249.250  | 259.880  | 95,9     | 110       | 97              | 13              | 2.265                 | 21      | 13         | 80         | 361        |